# Disney Cinemagic (España)
Disney Cinemagic fue un canal de televisión por suscripción español, propiedad de The Walt Disney Company Spain & Portugal, filial de The Walt Disney Company. Operaba bajo la marca internacional Disney Cinemagic.
El canal estaba destinado a toda la familia, centrando su emisión en las películas Disney, tanto actuales como clásicas, así como series de animación clásicas de la compañía. Fue lanzado el 1 de julio de 2008, en sustitución de Toon Disney.
Desde el 1 de junio de 2010, se podía contratar también el canal en alta definición.
En diciembre de 2014, Disney anunció que el 1 de enero de 2015 el canal cesaría sus emisiones en España, lo que conllevó a una protesta en Twitter para salvar el canal mediante el numeral #SalvarDisneyCinemagic. No obstante, los esfuerzos fueron en vano y el canal terminó desapareciendo pasado el año nuevo y sin reemplazo alguno, tal como se había anunciado.